# Фрунзенское (Чечня)
Фру́нзенское (чечен. Фрунзенски) — село в Наурском районе Чеченской Республики. Село образует Фрунзенское сельское поселение.

## География
Расположено севернее реки Терек, на южном берегу оросительного канала Наурско-Шелковская ветвь, на востоке от районного центра станицы Наурской. Фрунзенское находится на севере виноградарческого района, простирающегося на юг до самого Терека. Основная часть села располагается к югу от канала, на северном берегу — лишь одна небольшая улица. Чуть дальше к северу ранее находились молочно-товарная ферма с артезианским колодцем и ныне покинутый небольшой населённый пункт Бежанов.
Ближайшие населённые пункты: на северо-востоке — хутор Семиколодцев, на северо-западе — хутор Козлов и хутор Постный, на юго-западе — село Новотерское и село Юбилейное, на юго-востоке — село Новое Солкушино и хутор Обильный, на западе — село Ульяновское.

## Население
| 1990  | 2002  | 2010  | 2012  | 2013  | 2014  | 2015  |
| ----- | ----- | ----- | ----- | ----- | ----- | ----- |
| 1120  | ↗1263 | ↗1415 | ↗1431 | ↗1462 | ↗1481 | ↗1503 |
| 2016  | 2017  | 2018  | 2019  | 2020  | 2021  | 2023  |
| ↗1506 | ↗1512 | ↘1509 | ↗1522 | ↗1532 | ↘1358 | ↗1428 |
| 2024  |       |       |       |       |       |       |
| ↗1453 |       |       |       |       |       |       |

По данным 1984 года население Фрунзенского приблизительно составляло 1,2 тыс. человек. Согласно переписи 2002 года, в селе проживало 1263 человека, из них 620 мужчин и 643 женщины, 98 % населения составляли чеченцы. По состоянию на 1 января 2009 года в селе проживал 1341 человек.
По данным Всероссийской переписи населения 2010 года:
| Народ   | Численность, чел. | Доля от всего населения, % |
| ------- | ----------------- | -------------------------- |
| чеченцы | 1396              | 98,7 %                     |
| русские | 18                | 1,3 %                      |
| другие  | 1                 | 0,1 %                      |
| всего   | 1415              | 100 %                      |

## Улицы
- Будённого
- Восточная
- Гагарина
- Западная
- Крайняя
- Нурадилова
- Садовая
- Северная
- Школьная
- Южная[24]